# Šemenovci (Republika Serbska)
Šemenovci (cyr. Шеменовци) – wieś w Bośni i Hercegowinie, w Republice Serbskiej, w gminie Kupres. W 2013 roku liczyła 90 mieszkańców.